# 葛明贵
葛明贵（1964年12月—），安徽定远人，中国心理学会认定心理学家，安徽师范大学教授。

## 生平
1986年毕业于安徽师范大学，留校任教。1998年于华东师范大学获心理学硕士学位。曾任安徽师范大学教育科学学院院长，现任安徽师范大学教育科学学院教授、博士生导师。

## 学术贡献
主要从事学校心理学、心理学应用研究。主持国家社科基金项目等10余项，发表论文100余篇。研究成果获安徽省哲学社会科学优秀研究成果二等奖等，被评为安徽省首批高校中青年学科带头人、安徽省优秀教师等。

## 社会兼职
中国心理学会理事，安徽省心理学会会长，安徽省心理咨询师协会理事长。

## 著作
- 《应用心理测量学》（1994年，中国科学技术大学出版社）
- 《学校心理素质教育》（2000年，安徽大学出版社）
- 《大学生心理健康教育》（2003年，中国科学文化出版社）
- 《学校创造学习心理与教育》（2006年，安徽大学出版社）
- 《心理学实验：过程与操作》（2007年，安徽人民出版社）
- 《心理健康教育》（2009年，安徽教育出版社）
- 《大学生学习心理研究》（2010年，合肥工业大学出版社）
- 《心理学经典测验》（2010年，安徽人民出版社）
- 《普通心理学》（2011年，合肥工业大学出版社）
- 《中小学教师心理的实证研究》（2018年，科学出版社）